# Jaime Baeza
Jaime Orlando Baeza Zet (28 febbraio 1962) è un ex calciatore cileno, di ruolo attaccante.

## Carriera
Con la Nazionale cilena ha partecipato alle Olimpiadi del 1984.